# Euphorbia fascicaulis
Euphorbia fascicaulis es una especie fanerógama perteneciente a la familia de las euforbiáceas. Es endémico de Somalia.

## Descripción
Es una planta suculenta densamente acolchada perennifolia que alcanza los 20 cm de altura y 30 cm de diámetro, con una raíz gruesa, carnosa y tuberosa, de 5 cm de espesor en el ápice; ramas subcilíndricos de 1-1,5 cm de espesor, con tubérculos muy prominentes de ± 1 cm  dispuestos en 3 series de caracol.

## Ecología
Se encuentra en las rocas de piedra caliza, a veces yesosa, en laderas con bosques abiertos de hoja perenne, a una altitud de 1500-2000 metros.
Está estrechamengte relacionada con Euphorbia tetracanthoides.

## Taxonomía
Euphorbia fascicaulis fue descrita por Susan Carter Holmes y publicado en Cactus and Succulent Journal 49: 181. 1977.
Etimología
Euphorbia: nombre genérico que deriva del médico griego del rey Juba II de Mauritania (52 a 50 a. C. - 23), Euphorbus, en su honor – o en alusión a su gran vientre –  ya que usaba médicamente Euphorbia resinifera. En 1753 Carlos Linneo asignó el nombre a todo el género.
fascicaulis: epíteto latino que significa "en paquetes".